# Hans-Dietrich Grünwald
Hans-Dietrich Grünwald, född 14 december 1898, död 20 januari 1975, var en tysk SS-Brigadeführer. Han var befälhavare för Ordnungspolizei i Generalguvernementet från 1943 till 1944.

### Webbkällor
- ”Lista 324 – SS-Brigadeführerów w Allgemeine SS i Waffen-SS” (på polska). Druga Wojna Światowa. Waldemar Sadaj. Arkiverad från originalet den 17 augusti 2013. https://www.webcitation.org/6IwjIoGMH?url=http://www.dws-xip.pl/reich/biografie/lista3/lista3.html. Läst 17 augusti 2013.